# لیتل کریک (دلاور)
لیتل کریک، دلاور (به انگلیسی: Little Creek, Delaware) یک سکونتگاه مسکونی در ایالات متحده آمریکا با جمعیت ۲۲۴ نفر است که در دلاویر واقع شده‌است.